# Pi point suscrit
Cette page contient des caractères spéciaux ou non latins. S’ils s’affichent mal (▯, ?, etc.), consultez la page d’aide Unicode.
Pi point suscrit (capitale: Π̇, minuscule: π̇) est une lettre additionnelle grecque, utilisée dans l’alphabet grec albanais des Arvanites au XIXe siècle et dans l’écriture du turc karamanli. Il s’agit de la lettre Π diacritée d’un point suscrit.

## Représentations informatiques
Le pi point suscrit peut être représente avec les caractères Unicode suivants (grec et copte, diacritiques):
| formes    | représentations | chaînes de caractères | points de code | descriptions                                          |
| --------- | --------------- | --------------------- | -------------- | ----------------------------------------------------- |
| capitale  | Π̇               | Π◌̇                    | U+03A0 U+0307  | lettre majuscule grecque pi diacritique point suscrit |
| minuscule | π̇               | π◌̇                    | U+03C0 U+0307  | lettre minuscule grecque pi diacritique point suscrit |